# Suntory-Kunstmuseum

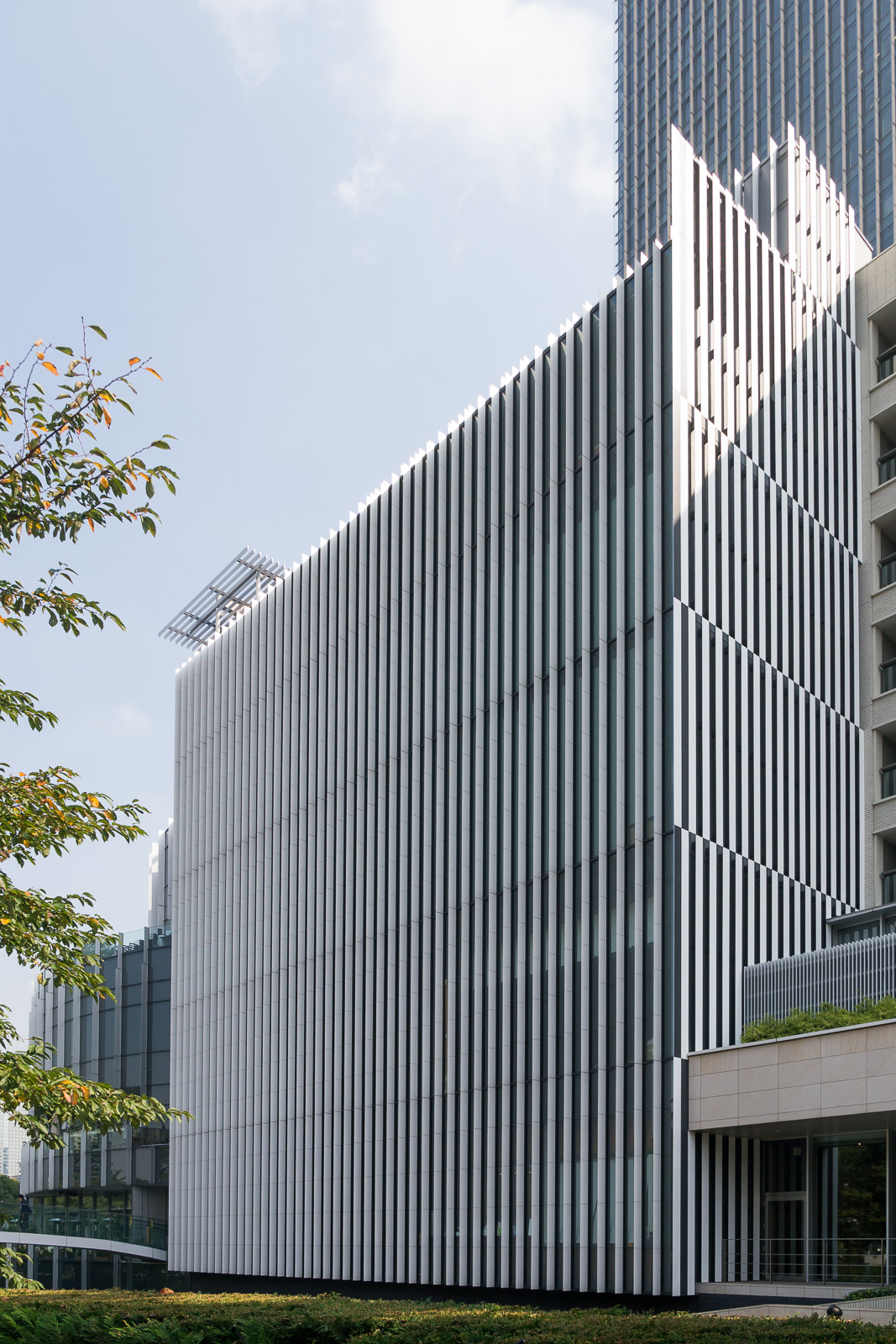
Das Museum

Das Suntory-Kunstmuseum (japanisch サントリー美術館, Santorī Bijutsukan, engl. Suntory Museum of Art) ist ein privates Museum für Kunst und Kunstgewerbe in Tokio.

## Geschichte
Der zweite Sohn und Nachfolger des Gründers der Whisky- und Getränkefirma Suntory, Saji Keizō (1919–1999), eröffnete 1961 ein Kunstmuseum mit dem Ziel, Kunst innerhalb des Alltags zu zeigen. So nimmt das Kunsthandwerk einen wichtigen Platz in der Sammlung ein. Das erste Gebäude befand sich in Akasaka, das derzeitige – nach Entwurf des Architekturbüros Kengo Kuma entstandene – wurde 2007 auf dem ehemaligen Gelände des Verteidigungsministeriums eröffnet.

## Die Sammlung
Die Sammlung, für die 1000 m² zur Verfügung stehen, ist in sechs Kategorien gegliedert:
- Bilder
- Lackarbeiten
- Keramik
- Glas
- Gefärbte Stoffe
- Sonstiges

„Könige“, rechter Wandschirm

Als Nationalschatz ist ein Lackkästchen aus der Heian-Zeit ausgezeichnet, das den beschreibenden Namen Fusenryō raden makie tebako (浮線綾螺鈿蒔絵手箱) trägt, etwa „Schachtel mit geometrischen Mustern im Kreis, Perlmutt- und Streugold-Einlagen.“
Bekannt ist aus der Liste der Wichtigen Kulturgüter das Wandschirm-Paar „Könige aus dem fernen Westen zu Pferd“ (泰西王候駒馬図屏風) aus der Momoyama-Zeit, als die Jesuiten westliche Kunst vermittelten.
Das Museum gehört, zusammen mit dem Nationalen Kunstzentrum Tokio und dem Mori-Kunstmuseum zum „Roppongi Art Triangle“.